# Ан-12
Ан-12 (за кодифікацією НАТО: Cub — «Новачок») — тактичний військово-транспортний літак, призначений для посадкового та парашутного десантування особового складу повітрянодесантних військ та різноманітних військових вантажів, а також для перевезення поранених і великогабаритних вантажів.
Спочатку літак забезпечував транспортування бронетранспортерів типу БТР-152 та БТР-40, АСУ-57, автомобілів ЗІЛ-157, згодом номенклатура вантажів розширилася, до її складу увійшли автомобілі МАЗ-200 тощо.
Частина літаків (Ан-12 «Куб-A» і «Куб-B») була обладнана для ведення електронної розвідки, а Ан-12 «КУБ-С» — для електронної радіопротидії.
На озброєння прийнятий у 1958 році.

## Історія
Ан-12 («Каб» (англ. «Cub»), за класифікацією НАТО) створювався як військово-транспортний літак для радянських ВПС, перший політ зробив в 1957 р. Після демонстрації Ан-12 в 1961-му на повітряному параді у Тушино НАТО привласнило йому ім'я «Cub», що в перекладі означає «Новачок».
Розроблений в ОКБ під керівництвом О. К. Антонова (АНТК ім. О. К. Антонова). За роки виробництва літак неодноразово модернізувався. Всього на трьох заводах СРСР побудовано 1242 літаки Ан-12 різних модифікацій (155 — в Іркутську, 258 — у Воронежі і 830 — в Ташкенті). Під позначенням Y-8 літак будувався в КНР (скопійований без ліцензії). 183 літаки в різні роки було поставлено в інші країни.
Загалом створено близько 40 модифікацій цього літака. Деякі літаки Ан-12 до цього часу продовжують залишатися в строю, використовуються вони і в цивільній авіації різними авіакомпаніями.
У 1995 році ресурс деяких Ан-12 був подовжений до 43 000 годин, 16 000 польотів, 40 років експлуатації.

## Опис
Ан-12 є вільнотримальним монопланом суцільнометалевої конструкції з верхнім розташуванням крила, однокільовим вертикальним оперенням та шасі, що забирається.
Фюзеляж складається з передньої (відсік Ф1), середньої (Ф2) і хвостової (ФЗ) частини, а також кормової (Ф5) кабіни.
Силова установка складається з чотирьох турбогвинтових двигунів АІ-20 з чотирьохлопатевими автоматичними гвинтами флюгерів лівого обертання. Двигун на максимальному режимі розвиває потужність 4000 к. с. Для забезпечення безпечного польоту і рішення інших завдань Ан-12 оснащений низкою комплексних систем і обладнанням.
Транспортне обладнання призначене:
- для посадкового десантування бойової і інженерної техніки з обслугою і боєприпасами і особового складу (до 96 осіб);
- для парашутного десантування бойової техніки з обслугою, вантажів у парашутно-десантній тарі типу ПДММ-47, ПДУР-47 і ПДТЖ-120 і особового складу ПДВ (до 58 бійців) Завантаження і розвантаження самохідної техніки проводиться своїм ходом із використанням вантажних трапів (перевозяться на борту), несамохідної — за допомогою бортових лебідок БЛ-52.

Для парашутного десантування техніки та вантажів на платформах на літак встановлено транспортер ТГ-12.
У санітарному варіанті можливе перевезення 60 хворих або поранених на уніфікованих армійських носилках у супроводі медпрацівників.
Озброєння складається з артилерійського і бомбардувального. Система гарматного озброєння ПВ-23У, призначена для захисту задньої півсфери від атак винищувачів, має кормову башту ДБ-65У з двома 23-мм гарматами АМ-23. Боєкомплект — 700 набоїв (350 на кожну гармату), скорострільність — 1250—1350 постр/хв. на ствол. Бомбардувальне озброєння передбачає:
- 2 фотографічні бомби ФОТАБ-100-80 або 2 нічні орієнтувально-сигнальних авіабомби НОСАБ-100 або 2 денні орієнтувально-сигнальні авіабомби ДОСАБ-100;
- 6 кольорових орієнтувально-сигнальних авіабомб ЦОСАБ-10 або 6 нічних орієнтувально-морських авіабомб ОМАБ-25-8Н або 6 денних орієнтувально-морських авіабомб ОМАБ-25-12Д або 6 радіозондів;
- 70 авіабомб калібру 100 кг (ОФАБ, ЗАБ) або 29—32 авіабомб калібру 250 кг (ОФАБ, ЗАБ, ПТАБ, РБК) або 18—22 авіабомби калібру 500 кг (ФАБ, ЗАБ, ФЗАБ, РБК) або 18 авіамін УДМ-500.

Під час експлуатації різні варіанти Ан-12 обладнувалися такою апаратурою:
- «Клин» (Ан-12А/Б, 1965 р.) — контроль місця літаків у бойових порядках;
- «Яхта» (Ан-12БК, 1969 р.) — засекречування переговорів екіпажу із землею і іншими літаками;
- 75Т (Ан-12БК, 1971 р.) — забезпечення польотів на закордонних авіатрасах;
- «Ланка» (Ан-12БК, 1972 р.) — пілотування в щільних бойових порядках;
- «Кремній» (Ан-12БК, 1974 р.) — дальня навігація.

## Конструкція
Чотиримоторний турбогвинтовий високоплан з однокільовим оперенням і хвостовим вантажним люком.

## Технічний опис
Ан-12 — вільнотримальний моноплан суцільнометалевої будови з верхнім розташуванням крила, однокільовим вертикальним оперенням і складаним шасі.

### Фюзеляж

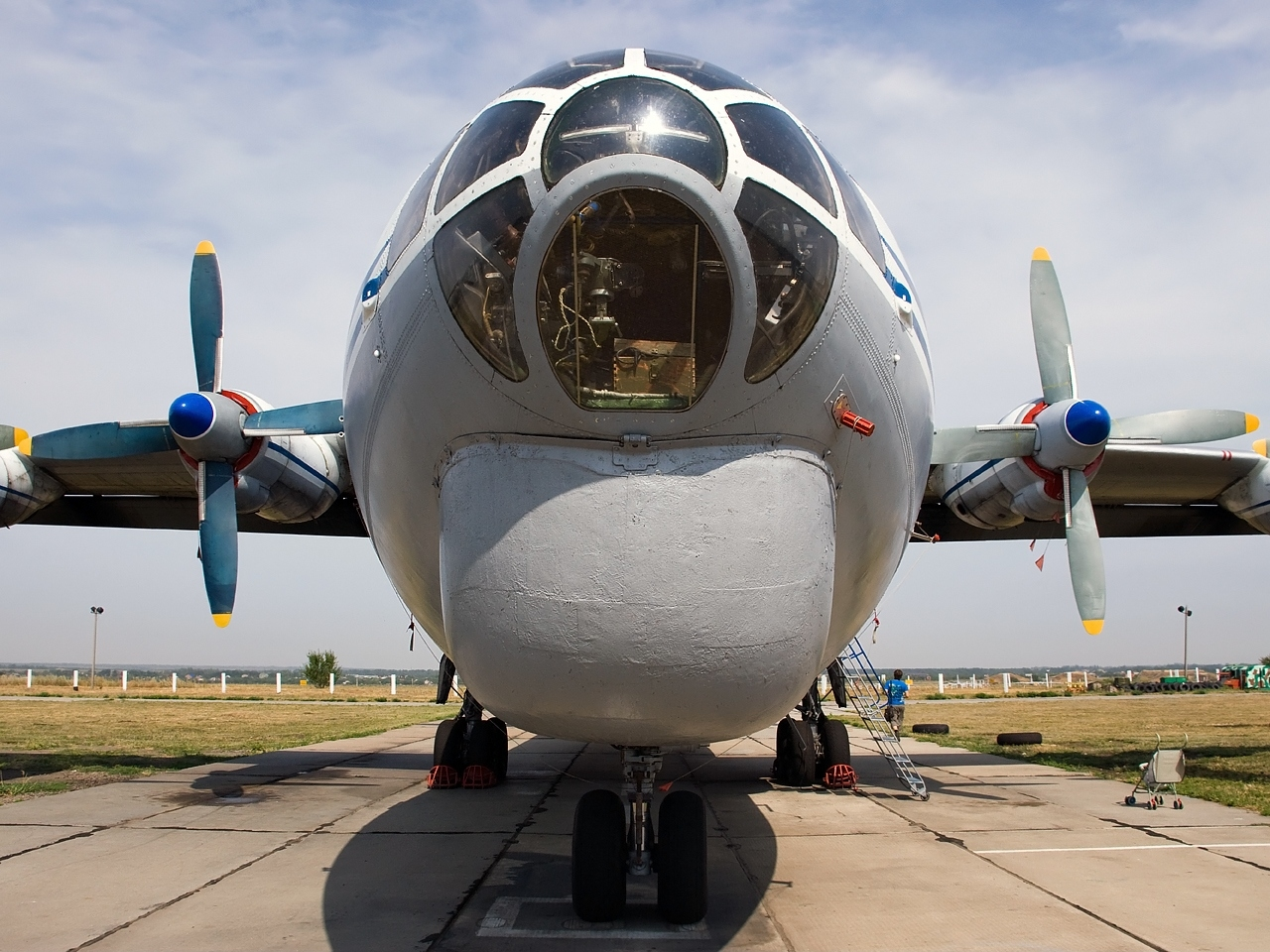
Передня частина фюзеляжу

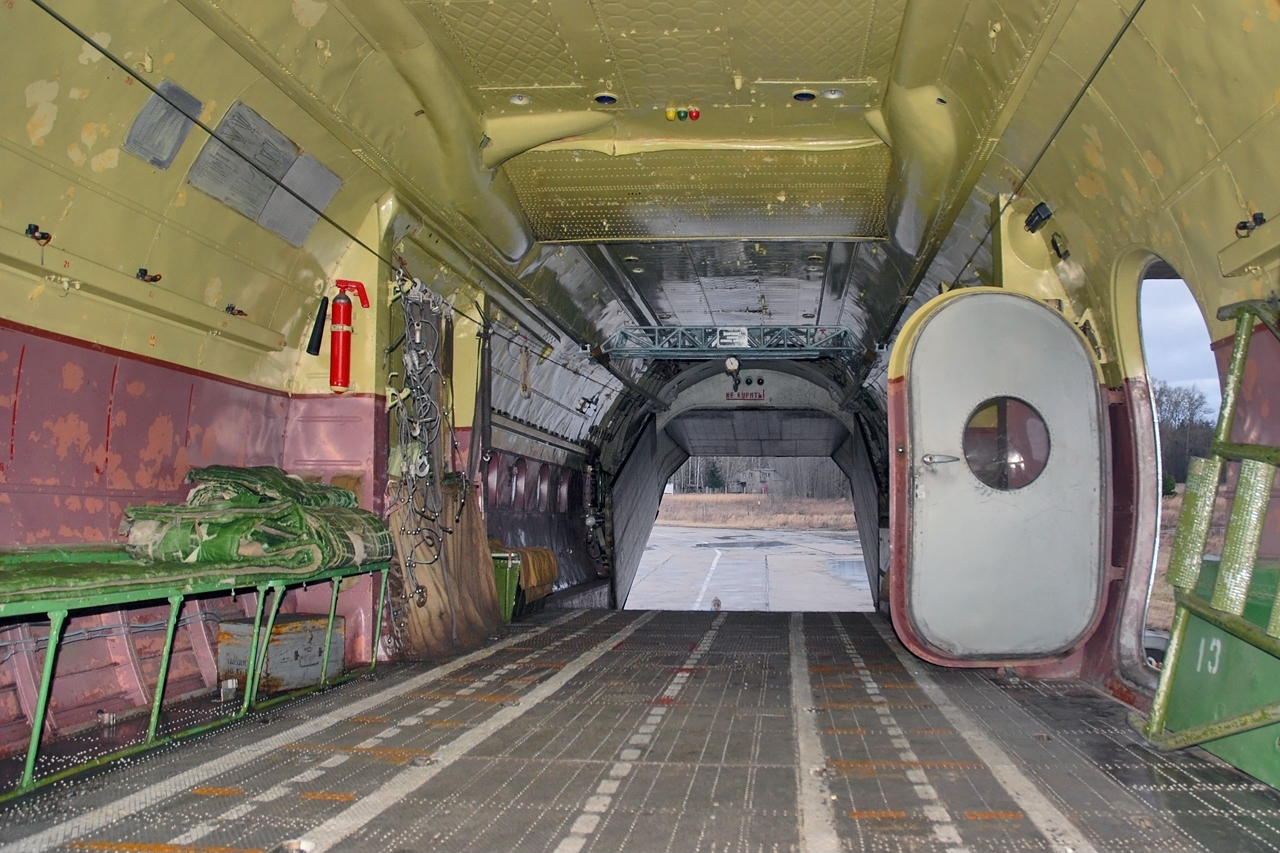
Вантажна кабіна

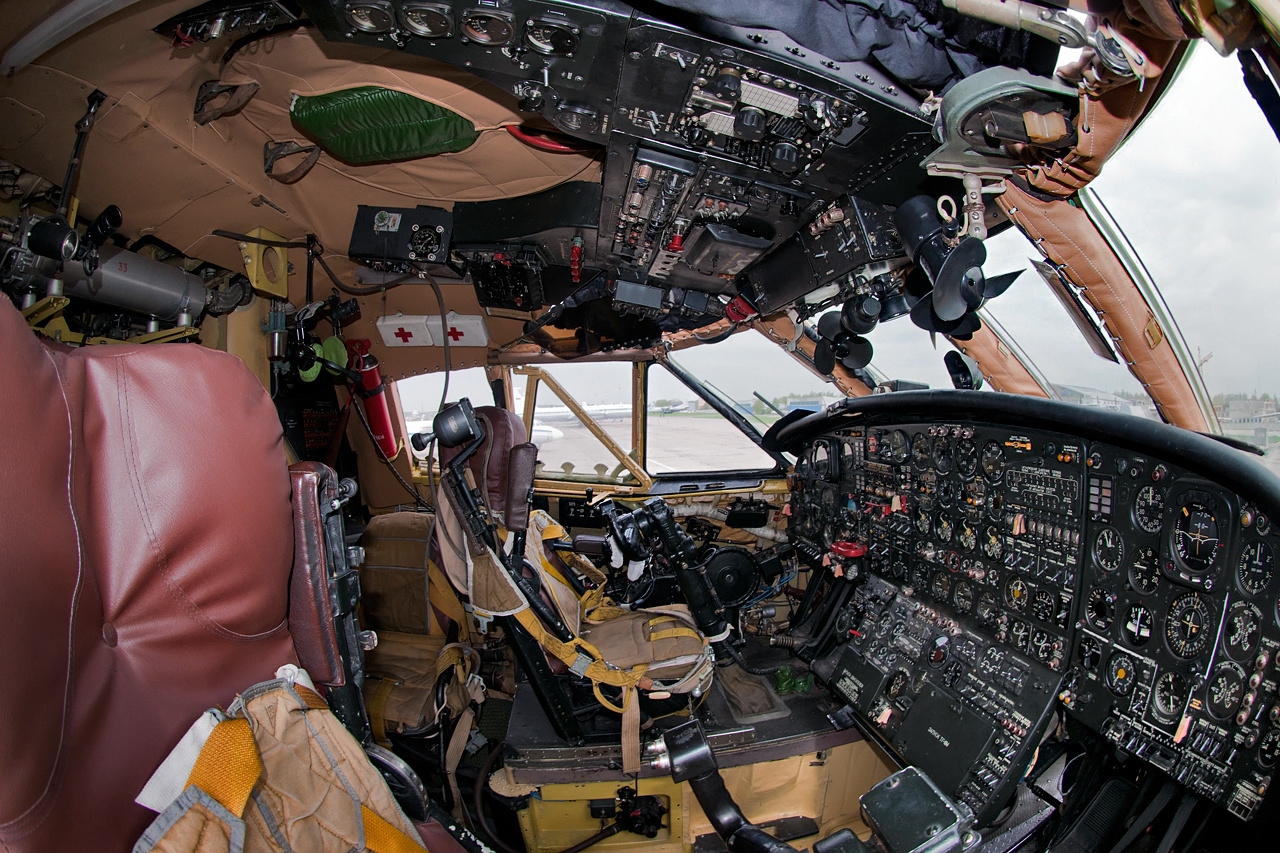
Робочі місця льотчиків

Силова конструкція фюзеляжу складається з 68 шпангоутів, 110 стрингерів. Фюзеляж складається з чотирьох частин: передньої — відсік Ф1, середньої — Ф2, хвостової — ФЗ і кормової кабіни ф5. На серійному літаку Ф4 як окремий технологічний відсік відсутній і об'єднаний з ФЗ. Фюзеляж виконаний з алюмінієвих сплавів Д-16, В95, АЛ9 і магнієвих сплавів МД8 і МЛ5-Т4. Кріпильні болти і деталі виконані зі сталей ЗОХГСА і 40ХНМА.
Передній відсік герметичний. У ньому знаходяться кабіни штурмана, льотчиків і персоналу, що супроводжує вантаж. Огляд штурману забезпечується через осклянілість носа фюзеляжу. У кабіні пілотів розташовано два аварійні люки: верхній, для покидання кабіни при вимушених посадках без шасі або на воду і нижній, для покидання літака в повітрі. Кабіна частково броньована листами протиуламкової броні АПБЛ-1 товщиною 8 мм. Крісла мають сталеві бронеспинки зі сталі марки АБ-548 товщиною 16 мм і бронезаголівники товщиною 25 мм.
Середня частина фюзеляжу не герметична, у ній знаходиться вантажна кабіна. Підлога середнього відсіку є одним з основних силових агрегатів фюзеляжу. На підлозі є вузли установки санітарних носилок і гнізда зі швартувальними вузлами. Під підлогою розташований відсік головних стійок шасі, переднє і заднє багажні приміщення. Для доступу в багажні приміщення є люки в підлозі та в правому борту фюзеляжу. На лівому борту розташовано вхідні двері. У вантажній кабіні є 3 аварійних люки, два на лівому борту та один на правому, і 15 вікон діаметром 384 мм.
У хвостовому відсіку розташований вантажний тристулковий люк, дві передні стулки відкриваються вбік, а задня — відкриваються вгору. На стулках є сходинки для проходу до заднього туалету і в кормову кабіну через перехідні настили. Вантажний люк окантований справа та зліва балками, які несуть вузли навішування стулок. Обшивка стулок вантажного люка захищена титановими листами від пошкоджень кінцями фал парашутів. Також відсік ФЗ несе вузли кріплення вертикального і горизонтального оперення.
Кормова частина фюзеляжу містить герметичну кабіну стрільця і агрегати кормової артилерійської установки. Стрільцю забезпечується хороший огляд через осклянілість ліхтаря та бокові вікна. У нижній частині кабіни стрільця є аварійний люк для покидання літака в повітрі. Кормова кабіна частково броньовані прозорою бронею товщиною 110—135 мм, а з торця прикрита знімним броньованим щитом (20 мм).

### Крило
Конструкція крила — дволонжеронна, кесонного типу. Технологічно розділено на п'ять частин: центроплан, дві середні (СЧК) і дві консольні (КЧК) частини. По всьому розмаху задньої крайки КЧК розташовується двосекційний елерон, що має внутрішнє вагове балансування. Кожна його секція навішена на двох кронштейнах. Коренева секція оснащена тримером-сервокомпенсатором. Загальна площа елеронів — 7,84 м², кути відхилення — 25° (вгору) і 15° (вниз). Весь розмах задньої крайки СЧК займає висувний двощілинний закрилок з дефлектором. Закрилок підвішений на п'яти монорейках за допомогою кареток і приводиться до руху двома гвинтовими підйомниками. Загальна площа закрилок — 26,5 м², кути відхилення — 25° (при зльоті) і 33° (при посадці). Для поліпшення поперечної керованості літака всередині хвостових частин СЧК, встановлені пластинчасті елерони-інтерцептори, що висуваються з крила вверх при відхиленні вгору найближчого до них елерона. У кесонах центроплану і СЧК розташовуються м'які паливні баки. Внутрішні порожнини цих кесонів облицьовані листами зі склотекстоліту.

### Хвостове оперення
Вільнотримальне, складається зі стабілізатора з кермом висоти, кіля з кермом напрямку, форкіля, підфюзеляжного гребеня і двох закріплених на кінцях стабілізатора шайб. Площа горизонтального оперення — 26,1 м², вертикального оперення — 17,63 м², однієї шайби — 4,0 м², форкіля — 3,63 м², гребеня — 2,75 м². Кермо однолонжеронної конструкції. Площа керма висоти −7,1 м², кути відхилення — 28° (вгору) і 13° (вниз). Кожна половина керма висоти навішена на чотирьох кронштейнах і оснащена тримером. Площа керма напряму — 7,85 м², кути відхилення — ±24,5°. Кермо напряму має п'ять вузлів навішування, на ньому встановлені тример і пружинний сервокомпенсатор. Рулі, тримери і сервокомпенсатор виконані з аеродинамічною компенсацією і ваговим балансуванням. Обшивка тримерів та сервокомпенсатора полотняні.

### Шасі
Шасі включає чотири опори: передню, дві основні та хвостову запобіжну. База шасі — 9,58 м, колія — 4,92 м. Основні опори шасі, коли прибираються, повертаються до осі симетрії літака, а передня і хвостова — назад по польоту. Основна і передня опори складаються з: телескопічної амортизаційної стійки, чотириколісного візка (основна) і двох зблокованих коліс (передня), складного підкосу, циліндра прибирання-випуску, замків і механізму керування стулками. Також до складу основної опори входить стабілізуючий амортизатор і підкісна ферма. Передня опора — керована, тому до її складу ще входить рульовий циліндр-демпфер і механізм повороту зі спостережною системою. Хвостова опора складається з щитка, вилчастих підкосів, амортизатора і електромеханізму прибирання-випуску. Всі опори оснащені азотно-масляними[уточнити] амортизаторами. Колеса основних опор КТ-77 розміром 1050×300 мм забезпечені дисковими гальмами і інерційними антиюзовими датчиками УА-23/2. Передні колеса К2-92/1 без гальм, розміром 900×300 мм, вони можуть повертатися на кут ±35° від штурвала або на кут ±9° від педалей керування. Пневматика коліс напівбалонного типу. Тиск у пневматика основних коліс — 6,5 кгс/см, передніх — 5,0 кгс/см.

### Силова установка
Силова установка складається з чотирьох турбогвинтових двигунів АІ-20 з металевими чотирилопатевими повітряними гвинтами АВ-68І змінного кроку. Двигун АІ-20 — одновальний турбогвинтовий авіадвигун з осьовим 10-ступеневим компресором, кільцевою камерою згоряння, 3-ступінчастою турбіною, планетарним редуктором і нерегульованим реактивним соплом. Потужність двигуна на злітному режимі — 4000 к. с. Двигун обладнаний системою автоматичного регулювання, яка підтримує постійне число обертів ротора на всіх робочих режимах. Керування двигуном — механічне, проводка від керма керування двигуном — тросова. Двигуни запускаються стартер-генераторами СТГ-12ТМ. Двигун розташовується в мотогондолах перед крилом. Двигун кріпиться до силового шпангоута гондоли за допомогою рами з амортизаторами. Шпангоут за допомогою ферми і двох підкосів закріплений на передньому лонжероні СЧК.

### Гвинт
Гвинт АВ-68І — тяговий, лівого обертання, флюгований, діаметром 4,5 м. Його флюгування проводиться льотчиком або системою автоматичного флюгування. Вивід гвинта з Флюгерного положення примусовий. Переклад лопатей на мінімальний установлений кут під час пробігу після посадки, забезпечує додаткове гальмування літака за рахунок авторотації гвинта.

### Паливна система
Складається з 22 м'яких баків, розташованих усередині кесонів центроплану і СЧК. Двигуни отримують паливо зі свого півкрила. Праві та ліві групи баків з'єднані між собою трубопроводом з краном кільцювання. Загальна місткість паливних баків — 18 100 л. На літаку застосовується пальне — Т-1, ТС-1 і Т-2. На верхній поверхні крила є заливні горловини для заправлення баків самопливом або це можна робити централізовано під тиском через заправний штуцер у передній частині правого обтічника шасі. У польоті система нейтрального газу заповнює простір над паливом вуглекислим газом, а також ця система використовується як додатковий засіб пожежогасіння.

### Мастильна система
Кожен двигун має автономну мастильну систему, з місткістю мастильних баків — 58 л, яка забезпечує подачу мастила для змащування і охолодження двигуна, керування повітряним гвинтом, роботи ІКМ та системи регулювання. Під повітрозабірником мотогондоли встановлений сотоподібний, регульований мастильний радіатор.

### Протипожежна система
Складається з шести вогнегасників ОС-8М, системи сигналізації про пожежу ССП-2А, трубопроводів і розпилювальних колекторів. Всі вогнегасники об'єднані в три черги по два в кожній. Перша черга розряджається у загрозливий відсік автоматично по сигналу датчиків ССП, інші вмикаються командиром судна. При аварійній посадці літака від кінцевиків на нижній поверхні фюзеляжу спрацьовують всі вогнегасники, направляючи вогнегасну суміш у всі відсіки. Протипожежною системою оснащені паливні відсіки крила і гондоли двигунів.

### Система керування
Механічна, безбустерна. Керування кермом і елеронами здійснюється жорсткими тягами, до них приєднані кермові машинки РА5-ВП автопілота АП-28д. У системі керування кермом висоти встановлено пружинні завантажувачі. Проводки керування тримерами керма висоти і механізмами стопоріння — тросові. Керування тримерами елеронів і керма напряму — електродистанційне. Пластинчасті елерони-інтерцептори приєднано до тяги керування елеронами. Літак оснащений механічною системою стопоріння керма й елеронів на землі.

### Гідравлічна система
Складається з двох незалежних систем — правої й лівої. Кожна система працює від двох гідронасосів, встановлених, відповідно, на правих і лівих двигунах. Обсяг кожної гідросистеми −60 л. Номінальний робочий тиск — 150 кгс/см². Гідросистема заправляється мінеральною оливою АМГ-10. При відмові обох систем окремі гідроагрегати працюють від ручного насоса. За потреби, в ручному насосі передбачена можливість використання пального як робочої рідини.
Права гідросистема призначена для приводу закрилків, основного прибирання-випуску шасі, керування передньою опорою шасі, живлення приводів склоочисників і рульових машинок автопілота, аварійного гальмування коліс і керування нижнім аварійним люком.
Ліва система служить для приводу закрилків, основного гальмування коліс, флюгування гвинтів, керування нижнім аварійним люком, аварійного прибирання-випуску шасі та аварійної зупинки двигунів.
За допомогою ручного насоса можна забезпечити випуск закрилків, роздільний випуск шасі, створення тиску в лівій системі з одночасною зарядкою її гідроакумулятора, заповнення гідрорідиною баків обох систем та її перекачування з одного бака в іншій.

### Електросистема
Забезпечує живлення постійним струмом напругою 27 В, змінним (з частотою 400 Гц) однофазним струмом напругою 115 В і трифазним струмом напругою 36 В. На кожному з чотирьох двигунів встановлено по два стартер-генератора СТГ-12ТМ, які є основними джерелами постійного струму, а резервними — сім акумуляторних батарей 12-САМ-28, розташованих у обтічниках шасі. Також на двигунах встановлені по одному генератору СГО-12 для забезпечення споживачів змінним однофазним струмом. Резервним джерелом змінного однофазного струму служить перетворювач ПО-750, приєднаний до мережі постійного струму. Два перетворювачі ПТ-500Ц (основний і резервний) і один перетворювач ПТ-200Ц служать джерелами змінного трифазного струму. Розподільні мережі постійного і змінного однофазного струму — однопровідні, трифазного струму — трипровідні з ізольованим нулем. Аеродромне живлення постійним і змінним однофазним струмом здійснюється через відповідні роз'єми, що знаходяться в задній частині правого обтічника шасі. При непрацюючих двигунах і відсутності відповідного аеродромного живлення перетворювач ПО-750 використовується для живлення на землі споживачів змінного однофазного струму.

### Радіоустаткування
Радіоустаткування літака призначене для здійснення двостороннього телефонного та телеграфного зв'язку з землею і між літаками в повітрі, внутрішнього телефонного зв'язку, а також для вирішування навігаційних завдань із літаководіння та заходів на посадку в складних метеоумовах (СМУ) вдень та вночі.
До складу радіозв'язкового устаткування входить: авіаційний переговорний пристрій СПУ-6; командна УКХ радіостанція РСИУ-4П; командно-резервна KB радіостанція РСБ-5 з блоком СВБ-5 і приймачем УС-8 і радіостанція 1-РСБ-70 з блоком БСБ-70 і приймачем РПС.
Радіонавігаційне обладнання складається з прийомоіндикатора місця розташування літака в гіперболічній системі координат, апаратури сліпої посадки СП-50, радіовисотомір РВ-2 з сигналізатором З-2В, двох автоматичних радіокомпасів АРК-5 і маркерного приймача МРП-56П.
Також на борту є панорамний радіолокатор РБП-3. Блоки радіообладнання живляться від мереж постійного і змінного однофазного струму.

### Пілотажно-навігаційне обладнання
Забезпечує визначення місця розташування і курсу літака, і політ по заданому маршруту. Пілотажно-навігаційне обладнання (ПНО) полегшує пілотування літака в складних метеоумовах і вночі. ПНО складається з електрогідравлічного автопілота АП-28д, гіронапівкомпаса ГПК-52, дистанційного компаса ГИК-1, астрокомпаса ДАК-ДБ-5, магнітних компасів КИ-13, авіагоризонтів АГБ-2, покажчика повороту ЕУП-53, навігаційного індикатора НИ-50БМ, барометричного висотоміра ВД-10 (або ВД-20), варіометра ВАР-30-3, комбінованого покажчика швидкості Кус-1200, термометра зовнішнього повітря ТНВ-15 і годинника АЧХО.

### Система запобігання обмерзанню
Складається з повітряно-теплової та електротеплової систем.
Тепле повітря відбирається від компресорів двигунів і надходить у повітрянотеплову систему проти обмерзання (СЗО), яка захищає від обмерзання носиків крила, передньої крайки повітрозабірників мотогондоли і повітро-повітряного радіатора системи кондиціонування повітря, тунелі мастильних радіаторів. Також теплим повітрям обдувається скло ліхтарів штурмана і льотчиків для запобігання їх запотівання.
Електротеплова СЗО захищає лопаті гвинтів, носики кіля, стабілізатора і шайб, приймачі повітряного тиску і передні триплексні стекла ліхтарів.

### Кисневе обладнання

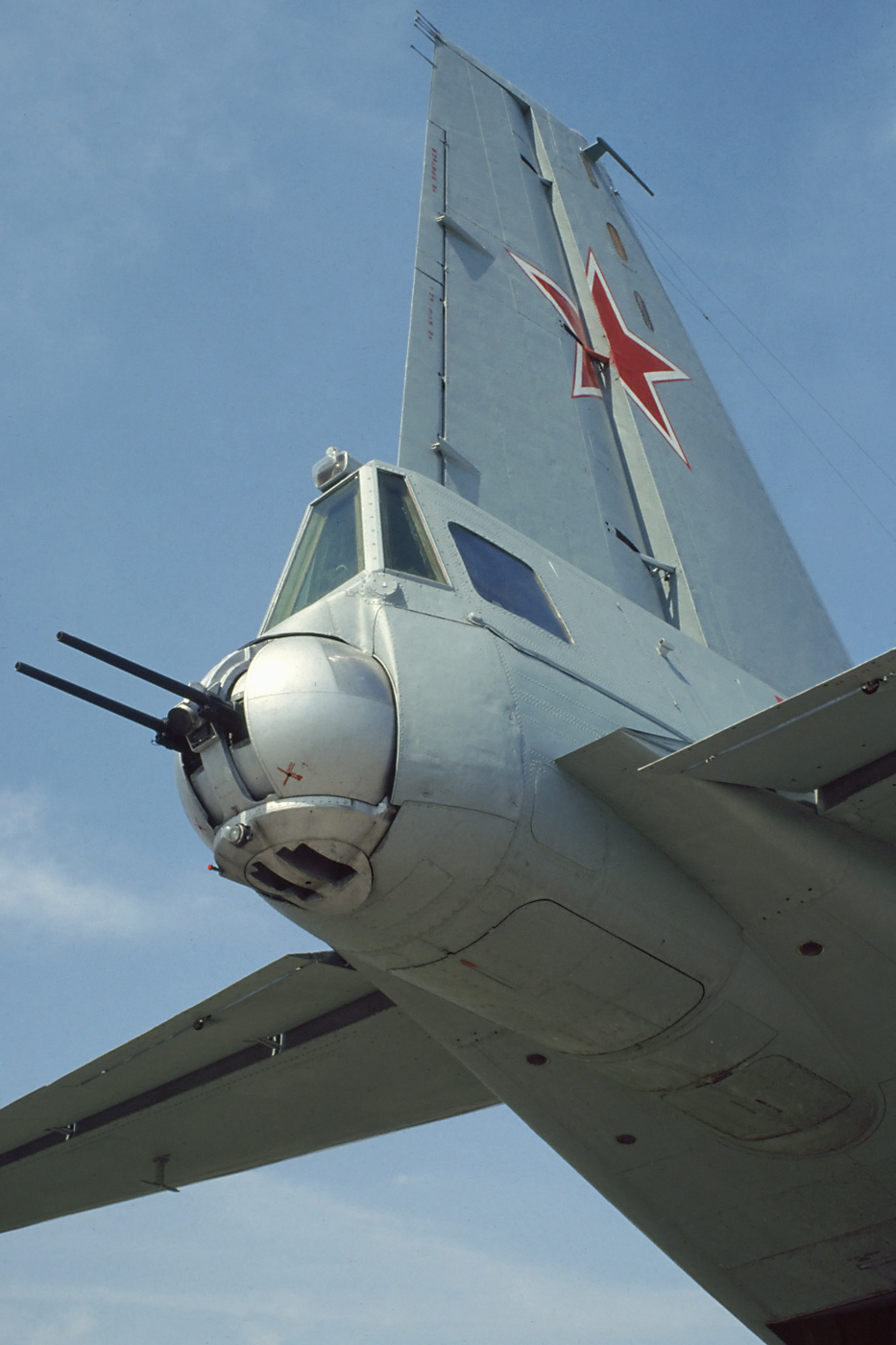
Корма Ан-12 з гарматами АМ-23

Забезпечує короткочасну подачу кисню всім членам екіпажу. Робочі місця екіпажу оснащені стаціонарними кисневими приладами КПЖ-30. При розгерметизації кабіни кисень подається всім членам екіпажу протягом 15—20 хв. На випадок аварійного покидання є шість парашутних кисневих приладів КП-23.

### Озброєння
Система гарматного озброєння ПВ-23У. Складається з кормової башти ДБ-65У з двома 23-мм гарматами АМ-23, електросистеми дистанційного керування баштою та прицільно-обчислювального блока. Боєкомплект — 700 снарядів (по 350 на одиницю зброї), швидкострільність — 1250—1350 постр./хв. на одиницю.

## Технічні характеристики
Джерело: Уголок неба, Global Aircraft
Основні характеристики
- Екіпаж: 6 осіб
- Пасажиромісткість: 96 парашутистів або 60 хворих або поранених на уніфікованих армійських носилках у супроводі медпрацівників.
- Вантажопідйомність: 20000 кг
- Довжина: 33,11 м
- Висота: 10,53 м
- Розмах крила: 38,00 м

- Площа крила: 121,73 м²
- Крило у плані: трапецевидне
- Маса спорядженого: 35340
- Нормальна злітна маса: 55100
- Максимальна злітна маса: 61000 кг
- Маса палива у внутрішніх баках: 18100 л
- Силова установка: 4 × турбогвинтовий АІ-20  4250 к.с. ( 3125 кВт)
- Повітряний гвинт: АВ-68І
- Діаметр гвинта: 4,50 м

Льотні характеристики
- Крейсерська швидкість: 570 км/год
- Бойовий радіус: 3200 км
- Практична дальність: 5700 км
- Перегінна дальність: 6200 км
- Довжина розгону: 2200 м
- Довжина пробігу: 2200 м

Озброєння
- Стрілецько-гарматне: 2 × АМ-23 в башті ДБ-65У
- Бомби: ФОТАБ-100-80, НОСАБ-100, ДОСАБ-100, ЦОСАБ-10, ОМАБ-25-8Н, ОМАБ-25-12Д, калібр 100 кг (ОФАБ, ЗАБ), калібр 250 кг (ОФАБ, ЗАБ, ПТАБ, РБК), калібр 500 кг (ФАБ, ЗАБ, ФЗАБ, РБК), УДМ-500.

## Модифікації літака
Перелік:
- Ан-12 — базова. На Іркутському авіазаводі в 1959—1962 роках випущено 154 літака.
- Ан-12 «Танкер» — літаюча водорозпилююча лабораторія для створення умов штучного зледеніння. Відрізнявся баком для води на 8000 л у вантажній кабіні, водорозпилювальним колектором перед крилом. Переобладнаний 1 літак в 1981 році.
- Ан-12А — перша серійна модифікація. Відрізняється двигунами АІ-20А, збільшеним до 16 600 л запасом палива. Злітна маса зросла до 61 т, вантажопідйомність — до 20 т. Випускався на Воронезькому авіаційному заводі (1961—1965) і Ташкентському авіаційному заводі (1961—1972). Виготовлено 155 літаків.
- Ан-12Б — модернізований. Відрізняється посиленим центропланом, збільшеним до 19 500 л запасом палива, складом устаткування. Випускався з 1963 року на Воронезькому авіаційному заводі і Ташкентському авіаційному заводі.
- Ан-12Б («виріб 93Т») — летюча лабораторія для метрологічного обслуговування та перевірки КЗА. Переобладнаний 1 літак в 1972 році.
- Ан-12Б (ЛІАТ) — лабораторія для дослідження авіаційної техніки. Призначений для проведення робіт на місцях льотних пригод. Переобладнаний 1 літак в 1972 році.
- Ан-12Б «Кубрик» — літак для дослідження інфрачервоного випромінювання надводних, наземних і повітряних цілей. Виготовлений в 1969 році.
- Ан-12Б-30 — зі збільшеною вантажопідйомністю до 30 т (проєкт). Відрізнявся двигунами АІ-20ДК і гвинтами діаметром 5,1 м. Розроблено в 1963 році.
- Ан-12Б-І — літак РЕБ. Відрізняється станцією індивідуальної радіоелектронної протидії «Квасоля». У 1964 році побудовано 7 літаків.
- Ан-12БЗ-1, Ан-12БЗ-2 — летючі лабораторії для відпрацювання системи дозаправлення паливом у повітрі (проєкт). Розроблений в 1969 році.
- Ан-12БК — модернізований. Відрізняється оновленим бортовим устаткуванням і двигунами АІ-20М. Ширина вантажної кабіни збільшена до 3,12 м. Випускався з 1966 року на Ташкентському авіаційному заводі.
- Ан-12БК — комерційний. Призначений для цивільної авіації. Відрізнявся відсутністю оборонного озброєння.
- Ан-12БК-ВКП «Зебра» — повітряний командний пункт (проєкт). Обладнаний засобами зв'язку та 18 робочими місцями для оперативної і службової обслуги.
- Ан-12БК-ІС — літак РЕБ. На борту встановлені станції «Квасоля» і «Бузок». У 1970 році виготовлено 45 літаків. У 1974 році переобладнано ще 105.
- Ан-12БКВ — бомбардувальник і постановник мін. Міг брати на борт 12 т бомб. У 1969 році виготовлено кілька літаків.
- Ан-12БКК «Капсула» — літак-салон командувача ВТА. Обладнаний герметичною кабіною-капсулою на 20 осіб. У 1975 році переобладнано 1 літак.
- Ан-12БКТ — заправник літаків фронтової авіації. Міг одночасно заправляти на землі 2 літаки. Розроблений в 1972 році.
- Ан-12БКЦ «Циклон» — лабораторія для дослідження метеорологічних процесів. У 1979 році переобладнано 2 Ан-12БК.
- Ан-12БЛ — літак, обладнаний протилокаціонним ракетним комплексом Х-28. У 1970 році переобладнано 1 Ан-12Б.
- Ан-12БМ — літак для дослідження можливості дальнього радіозв'язку через супутник «Молнія-1». У 1962 році переобладнано 1 Ан-12Б.
- Ан-12БП («виріб 51») — розвідник радіаційного зараження атмосфери. Відрізнявся фільтрогондолами для забору повітря, дозиметрами ДП-35, лабораторним обладнанням. Випускався в 1968—1969 роках.
- Ан-12БСМ — цивільний літак для перевезення контейнерів. Відрізнявся наявністю двох кран-балок і роликових доріжок. Міг перевозити 8 піддонів ПА-2, 5 або 4 ПА-5, 6, 8 контейнерів УАК-2, 5 або 4 УАК-5А. Розроблений в 1973 році.
- Ан-12БШ, Ан-12БКШ — літаки для групового навчання штурманів. У вантажній кабіні обладнано 10 робочих місць. У 1970 році переобладнано кілька літаків.
- Ан-12Д — дослідний літак зі збільшеним діаметром фюзеляжу. Розроблений в 1965 році. Оснащений двигунами АІ-20ДК з гвинтами діаметром 5,1 м. Злітна маса збільшена до 83 т.
- Ан-12Д УПС — з системою управління межовим шаром крила (між повітрям та власне крилом) та оперення для поліпшення злітно-посадкових характеристик (проєкт)[6].
- Ан-12ЛЛ — летюча лабораторія. У різні роки переобладнано кілька літаків.
- Ан-12М — модернізований. Відрізняється двигунами АІ-20ДМ потужністю 5180 к. с., гвинтами АВ-68ДМ. Виготовлений в 1972 році в одному примірнику.
- Ан-12М ЛЛ — летюча лабораторія для відпрацювання систем катапультування. Відрізняється кормовою поворотною кабіною. Виготовлений в 1975 році.
- Ан-12П — з підпільними паливними баками. Випускався з 1963 року. По типу Ан-12П в 1963—1989 роках допрацьовувалися Ан-12А і Ан-12Б (позначені відповідно Ан-12АП і Ан-12БП). На літаках Ан-12БП частково змінено радіоустаткування.
- Ан-12ПЛ — полярний на лижному не складному шасі. У 1961 році побудовано 2 літаки.
- Ан-12ПП, Ан-12Б-ПП, Ан-12БК-ПП, Ан-12БК-ППС — постановники перешкод.
- Ан-12ПС — пошуково-рятувальний. Має на борту рятувальний катер «Йорж» або «Гагара». Розроблений в 1969 році.
- Ан-12Р — зі збільшеною вантажопідйомністю до 25 т (проєкт). Відрізнявся ТРДД Д-36. Розроблений в 1962 році.
- Ан-12РУ — з 2 стартовими прискорювачами ПРД-63 (проєкт). Розроблений в 1962 році.
- Ан-12СН — літак спеціального призначення (проєкт). Призначався для перевезення танка Т-54 на відстань 1500 км. Відрізнявся двигунами АІ-20ДК, додатковим ТРД РД-9, збільшеною вантажною кабіною, скороченим складом устаткування. Розроблений у 1965 році.
- Ан-12Т — паливовіз (дослідний). Призначався для перевезення різних видів палива. Виготовлений в 1961 році.
- Ан-12ТП-2 — літак для полярної авіації. Відрізняється турбогенератором ТГ-16 в лівому обтічнику шасі, підпільними паливними баками, засобами астронавігації і дальнього радіозв'язку, місцями відпочинку в кабіні супроводу. У вересні 1961 року брав участь у далекому перельоті Москва — Мирний (26 423 км).
- Ан-12У — з системою управління прикордонним шаром (проєкт). Розроблений в 1962 році.
- Ан-12УД — літак збільшеної дальності. Розроблений в 1960 році. Відрізняється двома додатковими паливними баками загальною місткістю 7600 л (від бомбардувальника 3М). При цьому запас палива склав 21 870 л.
- Ан-12УД-3 — збільшеної дальності з трьома додатковими баками у вантажній кабіні.
- Ан-40 — транспортний літак укороченого зльоту і посадки (проєкт). Відрізнявся двигунами АІ-30, додатковими розгінними ТРД РД-36-35. Розроблений у 1964 році.
- Ан-42 — варіант Ан-40 з системою управління вектором тяги (проєкт).
- Yunshuji-8 чи Shaanxi Y-8 (Y-8) — китайський варіант Ан-12БК. У 1974—1993 роках побудовано 667 літаків різних модифікацій.

## Застосування
Особливо широко вони застосовувалися під час бойових дій 40-ї армії в Афганістані, де продемонстрували високу експлуатаційну надійність при використанні з ґрунтових аеродромів і живучість. Саме там літак отримав другу назву — «Чорний тюльпан», оскільки часто використовувався і для перевезень тіл загиблих на війні солдат.
Літаки Ан-12 поставлялися Афганістану, Алжиру, КНР, Іраку, Ефіопії, Чехословаччині, Індії, Йорданії, Малайзії, Польщі, Югославії. Вони застосовувалися в локальних війнах і збройних конфліктах практично у всіх регіонах світу.
Літаки Ан-12 різних модифікацій довгий час становили основу військово-транспортної авіації багатьох країн, а їхні чисельні спецваріанти успішно застосовувалися для вирішення широкого кола завдань.
За півсторіччя застосування літака Ан-12 розбилися 20 літаків. За іншими даними, станом на жовтень 2022 року, за весь час в авіакатастрофах було втрачено 254 літаки Ан-12.

### Повномасштабне російське вторгнення 2022 року
1 червня 2025 року Служба безпеки України здійснила операцію «Павутина» з ураження російської стратегічної авіації в ході повномасштабної російсько-української війни. Ціллю операції стали 4 аеродроми на території Російської Федерації: «Оленья» в Мурманській області, «Біла» в Іркутській області, «Дягілево» та «Іваново» в Іванівській області. В рамках операції «Павутина» візуально підтверджено знищення одного Ан-12 на авіабазі «Оленья».

## Додаткові факти
- Літак АН-12БК (EK-12104), що належить компанії Air Armenia можна побачити у відеокліпі Sirusho до пісні «I LIke It».

## Аварії та катастрофи
Станом на 24 лютого 2011 року було втрачено 190 літаків типу Ан-12.
Найбільша авіакатастрофа за участю Ан-12 сталася 22 червня 1969 року поблизу м. Юхнова (РФ). Військовий літак Ан-12 зіткнувся з цивільним літаком Іл-14, пілот якого всупереч вказівкам диспетчера був змушений знижуватися через сильну турбулентність. На борту обох літаків знаходилося 120 людей, всі вони — загинули.
4 жовтня 2019 року поблизу аеропорту м. Львова сталася катастрофа транспортного літака Ан-12БК авіакомпанії Ukraine Air Alliance, що виконував рейс UKL4050.
У січні 2020 року, у західному регіоні Судану Дарфур зазнав авіакатастрофи російський літак Ан-12, щонайменше 18 людей, які перебували на борту літака — загинули. 
3 листопада 2021 року, при спробі приземлення біля аеропорту Іркутська, розбився транспортний Ан-12 білоруської авіакомпанії «Гродно», що летів рейсом Якутськ — Іркутськ. Загинули всі 7 осіб, що перебували на борту, серед них — двоє громадян України.
У ніч на 17 липня 2022 року у Греції поміж селами Антіфіліппі та Палеохорі в Елефтерополісі Кавала розбився транспортний літак Ан-12 української компанії-перевізника Meridian. Всі 8 членів екіпажу — загинули. Про це повідомили грецькі видання Kavalapost.gr та EPT News.

## Оператори

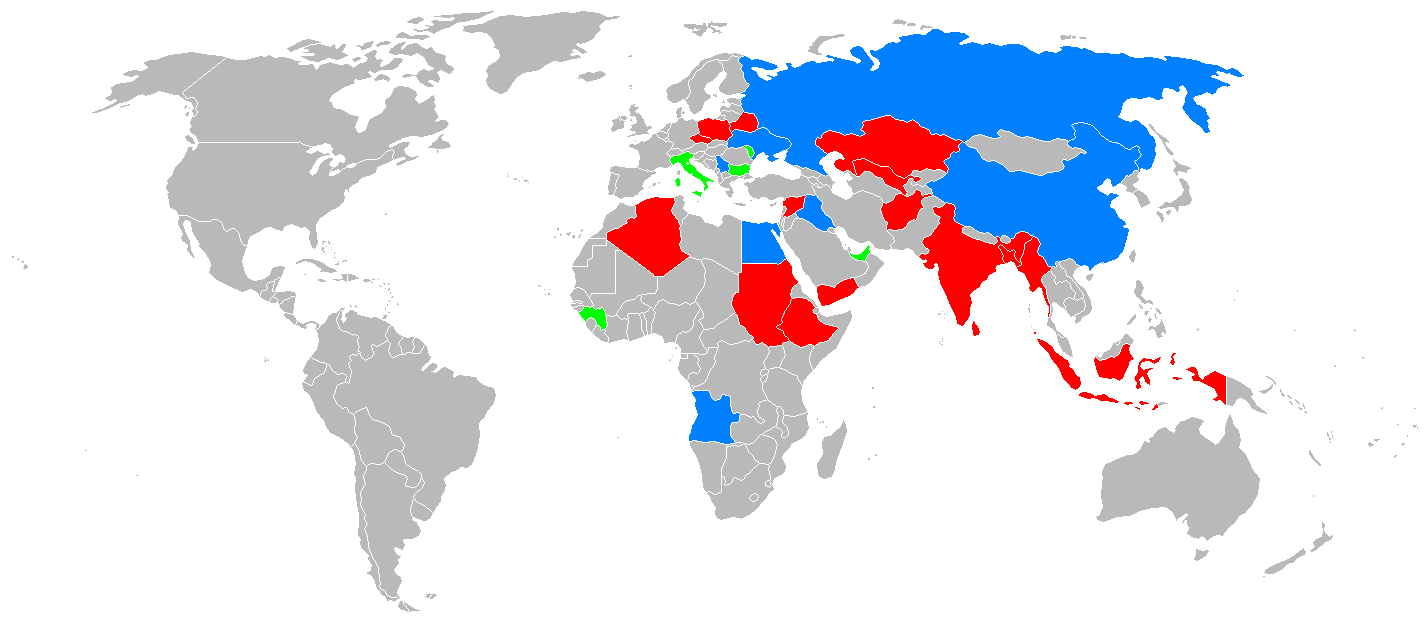
Розповсюдженість літаку Ан-12 у світі. Червоний — військові модифікації, зелений — цивільні, синій — військові та цивільні

### Військові
- Ангола
  - ПС Анголи — 4 Ан-12 на озброєнні та 2 Ан-12 на зберіганні, станом на 2025 рік[19]
- Ефіопія
  - ПС Ефіопії — 3 Ан-12 на озброєнні, станом на 2025 рік[20]
- Казахстан
  - ПС Казахстану — 2 Ан-12 на озброєнні, станом на 2025 рік[21]
- Лівія
  - Війська національної гвардії Лівії — 3 Ан-12 на озброєнні, станом на 2025 рік[22]
- Росія
  - ВПС Російської Федерації — 45 Ан-12БК на озброєнні, станом на 2025 рік[23]
  - Морська авіація Російської Федерації — 3 Ан-12ПС та 2 Ан-12БК на озброєнні, станом на 2025 рік[24].
  - Війська національної гвардії Росії — 2 Ан-12 на озброєнні, станом на 2025 рік[25]
- Судан
  - ПС Судану — 5 Ан-12 на озброєнні, станом на 2025 рік[22]
- Узбекистан
  - ПС Узбекистану — 2 Ан-12 на озброєнні, станом на 2025 рік[26]

### Цивільні
- Росія
  - Атран — 2 Ан-12, станом на 2024 рік[27].
- Україна — 2 Ан-12А, 4 Ан-12Б, 8 Ан-12БК та 7 Ан-12БП, станом на 2017 рік[28].